# New York University
New York University (forkortet NYU) er et anset privat universitet i New York City, USA. Universitetet blev grundlagt i 1831 af Albert Gallatin, der var USA's finansminister under den amerikanske president Thomas Jefferson. I 2010 startede en afdeling af universitetet i Abu Dhabi (NYU Abu Dhabi) og i 2013 en tredje afdeling i Shanghai (NYU Shanghai). I 2018 havde universitetet mere end 50.000 studerende og 3.000 fuldtidsansatte videnskabsfolk på de tre campusser tilsammen.
NYU havde i 2022 en optagelsesrate på blot 12,2 %. Samme år lå medianscoren på SAT-adgangstesten blandt de optagede studerende inde for det 99. percentil (svarende til top 1 % af alle testscorer blandt alle SAT-testtagere i hele USA).
Samtlige studerende og fakultet ved NYU har ydet store bidrag til humaniora, samfundsvidenskab, og naturvidenskab. F.eks. har NYU avlet 39 nobelprismodtagere. Heriblandt er bl.a. fysikeren Frederick Reines, der opdagede neutrinoen, og den nuværende professor Paul Romer, der modtog Nobelprisen i økonomi i 2018 for sin banebrydende forskning i økonomisk vækst.
Adskillige kendisser har tilknytning til NYU. F.eks. er skuespillerene Angelina Jolie og Alec Baldwin, filminstruktøren Martin Scorsese, sangerinden Lady Gaga, Twitters medstifter Jack Dorsey, og mange andre kendte amerikanere uddannet ved universitetet.

## Ekstern henvisning
- Wikimedia Commons har flere filer relateret til New York University
- New York Universitys websted

| Skole | Spire Denne artikel om en skole, en uddannelsesinstitution eller uddannelse er en spire som bør udbygges. Du er velkommen til at hjælpe Wikipedia ved at udvide den. |

40°43′48″N 73°59′42″V / 40.73000°N 73.99500°V